# Little Thurlow Green
Little Thurlow Green – osada w Anglii, w hrabstwie Suffolk, w dystrykcie West Suffolk. Leży 49 km na zachód od miasta Ipswich i 81 km na północny wschód od Londynu.